# Maison Coignard
Maison Coignard [mézon koaňár] byla věznice v Paříži během Velké francouzské revoluce. Nacházela se v ulici Rue de Picpus v domě č. 35 ve 12. obvodu.

## Historie
V roce 1647 byl v Paříži založen ženský klášter podle řehole sv. Augustina. Za Francouzské revoluce byly jeptišky v roce 1792 vyhnány. Během Hrůzovlády koncem roku 1793 zde Eugène Coignard otevřel pečovatelský dům pro bohaté, internované v různých věznicích v Paříži, kteří se vydávali za pacienty. V Rue de Charonne od roku 1765 fungoval obdobný Pension Belhomme. Za výrazně vysoký nájem většina těchto privilegovaných unikla smrti na gilotině. K nejznámějším vězňům patřili markýz de Sade nebo Choderlos de Laclos.
V červnu 1794 byl v klášterní zahradě vyhlouben hromadný hrob pro těla popravených na Place du Trône. Od 13. června do 28. července zde denně končilo třicet až padesát lidí. Oficiálně zde bylo pohřbeno 1306 těl.
Po 9. thermidoru už důvody pro úkryt v Coignardově domě pominuly a dům byl uzavřen.
V roce 1805 pozůstalí pohřbených na tomto místě vykoupili pozemky a založili zde klášter. Vznikl také soukromý hřbitov Picpus.